# Dolcetto d’Alba
Dolcetto d’Alba ist ein italienischer Rotwein aus den Provinzen Cuneo und Asti in der Region Piemont. Das Gebiet um die Gemeinde Alba erhielt am 16. Juli 1974 den Status einer Denominazione di origine controllata (kurz DOC), die am 17. Mai 2015 aktualisiert wurde.

## Anbau
- Der Anbau und die Vinifikation des Weins ist auf dem gesamten Gemeindegebiet von 25 Gemeinden zugelassen:[1]

Zugelassene Rebflächen befinden sich in den Gemeinden Alba, Albaretto della Torre, Arguello, Barolo, Benevello, Borgomale, Bosia, Camo, Castiglione Falletto, Castiglione Tinella, Castino, Cossano Belbo, Grinzane Cavour, Lequio Berria, Mango, Monforte d’Alba, Montelupo Albese, Neviglie, Rocchetta Belbo Rodello, San Stefano Belbo, Serralunga d’Alba, Sinio, Treiso und Trezzo Tinella (alle in der Provinz Cuneo) sowie auf dem Gemeindegebiet von Coazzolo in der Provinz Asti.
- Weiterhin ist der Anbau in Teilen der folgenden Gemeinden zugelassen:

Barbaresco, Bosia, Castino, Cherasco, Narzole, Neive, Novello, La Morra, Perletto, Roddi, Serole, Torre Bormida und Verduno.
Im Jahr 2019 wurden 40.889 Hektoliter des DOC-Weins produziert.

## Erzeugung
Der Dolcetto d’Alba wird zu 100 % aus der Rebsorte Dolcetto hergestellt. Damit ist diese Herkunftsbezeichnung die bedeutendste der sechs dem Dolcetto gewidmeten Denominationen. Die Ertragsbeschränkung liegt bei 58,5 hl/ha.

## Beschreibung
Laut Denomination (Auszug):
- Farbe: rubinrot
- Geruch: fruchtig und charakteristisch
- Geschmack: trocken, mandelartig, harmonisch
- Alkoholgehalt: mind. 11,5 Volumenprozent (ab einem Alkoholgehalt von 12,5 Vol % darf der Wein die Qualitätsbezeichnung Superiore tragen)
- Säuregehalt: mind. 4,5 g/l
- Trockenextrakt: mind. 21 g/l, für Superiore mind. 22 g/l